# Balé (tỉnh)
Balé là một trong 45 tỉnh của Burkina Faso, tọa lạc ở Boucle du Mouhoun có thủ phủ là Boromo. Diện tích tỉnh này là 4.595 km², dân số năm 2006 là 213.897 người. Phần lớn dân số sống ở nông thôn. 199.012 người tỉnh này sống ở nông thôn và chỉ 14.885 người sống ở thành thị. Trong tổng số dân có 105.853 nam giới và 108.044 nữ giới.
Boromo tọa lạc ở con đường chính từ Ouagadougou đi Bobo-Dioulasso.
Bale được chia thành 10 tổng:
| Tổng           | Thủ phủ tổng | Dân số (điều tra năm 2006) |
| -------------- | ------------ | -------------------------- |
| Bagassi (tổng) | Bagassi      | 33.130                     |
| Bana (tổng)    | Bana         | 12.999                     |
| Boromo (tổng)  | Boromo       | 30.305                     |
| Fara (tổng)    | Fara         | 37.194                     |
| Oury (tổng)    | Oury         | 26.892                     |
| Pâ (tổng)      | Pa           | 19.675                     |
| Pompoi (tổng)  | Pompoi       | 11.060                     |
| Poura (tổng)   | Poura        | 12.075                     |
| Siby (tổng)    | Siby         | 14.143                     |
| Yaho (tổng)    | Yaho         | 16.424                     |